# Льюис (округ, Миссури)
Округ Льюис (англ. Lewis County) — округ штата Миссури, США. Население округа на 2009 год составляло 9791 человек. Административный центр округа — город Монтиселло.

## История
Округ Льюис основан в 1833 году.

## География
Округ занимает площадь 1307.9 км2.

## Демография
Согласно оценке Бюро переписи населения США, в округе Льюис в 2009 году проживало 9791 человек. Плотность населения составляла 7.5 человек на квадратный километр.